# 4대륙 피겨스케이팅 선수권 대회
4대륙 피겨 스케이팅 선수권 대회는 국제 빙상 연맹(ISU)이 주관으로 매년 열리는 피겨 스케이팅 국제 대회이다. 비유럽권 선수들을 대상으로 1999년에 처음 열린 이 대회는 이미 열리고 있던 유럽 피겨 스케이팅 선수권 대회를 모델로 창설되었다. 여자 싱글, 남자 싱글, 페어, 아이스 댄싱의 네 종목으로 구성되어 있으며 보통 매년 2월에 개최된다.

## 출전 규정
ISU 연맹의 승인을 받은 미주, 아시아, 아프리카, 오세아니아 국가 선수여야 한다. 기본적으로 각 나라당 싱글 종목에는 최대 세 명, 페어와 아이스 댄스에는 최대 세 팀씩 출전할 수 있다. 선수는 4대륙 선수권이 개최되는 년도의 7월 1일 이전까지 만 15세 이상이 되는 선수여야 하며, 대회에 제시되는 최소 기술점 기준을 통과해야 출전할 수 있다.

## 역대 메달리스트
다음은 4대륙 피겨 스케이팅 선수권 대회 역대 메달리스트 목록이다.

### 남자 싱글
| 연도 | 개최지           | 금                | 은                | 동                |
| 1999 | 핼리팩스         | 혼다 다케시       | 리청장            | 엘비스 스토이코   |
| 2000 | 오사카           | 엘비스 스토이코   | 리청장            | 장민              |
| 2001 | 솔트레이크시티   | 리청장            | 혼다 다케시       | 마이클 와이스     |
| 2002 | 전주             | 제프리 버틀       | 혼다 다케시       | 가오송            |
| 2003 | 베이징           | 혼다 다케시       | 장민              | 리청장            |
| 2004 | 해밀턴           | 제프리 버틀       | 이매뉴얼 산두     | 에반 라이사첵     |
| 2005 | 강릉             | 에반 라이사첵     | 리청장            | 다카하시 다이스케 |
| 2006 | 콜로라도스프링스 | 오다 노부나리     | 크리스토퍼 매비   | 매슈 서보이       |
| 2007 | 콜로라도스프링스 | 에반 라이사첵     | 제프리 버틀       | 제레미 애봇       |
| 2008 | 고양             | 다카하시 다이스케 | 제프리 버틀       | 에반 라이사첵     |
| 2009 | 밴쿠버           | 패트릭 챈         | 에반 라이사첵     | 고즈카 다카히코   |
| 2010 | 전주             | 애덤 리펀         | 마치다 다쓰키     | 케빈 레이놀즈     |
| 2011 | 타이베이         | 다카하시 다이스케 | 하뉴 유즈루       | 제레미 애봇       |
| 2012 | 콜로라도스프링스 | 패트릭 챈         | 다카하시 다이스케 | 로스 마이너       |
| 2013 | 오사카           | 케빈 레이놀즈     | 하뉴 유즈루       | 얀 한             |
| 2014 | 타이베이         | 무라 다카히토     | 코즈카 다카히코   | 쑹난              |
| 2015 | 서울             | 데니스 텐         | 조슈아 페리스     | 얀한              |
| 2016 | 타이베이         | 패트릭 챈         | 진보양            | 얀한              |
| 2017 | 강릉             | 네이든 첸         | 하뉴 유즈루       | 우노 쇼마         |
| 2018 | 타이베이         | 진보양            | 우노 쇼마         | 제이슨 브라운     |
| 2019 | 애너하임         | 우노 쇼마         | 진보양            | 빈센트 저우       |
| 2020 | 서울             | 하뉴 유즈루       | 제이슨 브라운     | 카기야마 유마     |
| 2021 | 시드니 (취소)    |                   |                   |                   |
| 2022 | 탈린             | 차준환            | 토모노 가오키     | 미우라 가오       |
| 2023 | 콜로라도스프링스 | 카오 미우라       | 키건 메싱         | 슌 사토           |
| 2024 | 상하이           | 가기야마 유마     | 슌 사토           | 차준환            |
| 2025 | 서울             | 미하일 샤이도로프 | 차준환            | 지미 마           |

### 여자 싱글
| 연도 | 개최지           | 금               | 은                    | 동               |
| 1999 | 핼리팩스         | Tatiana Malinina | Amber Corwin          | Angela Nikodinov |
| 2000 | 오사카           | Angela Nikodinov | Stacey Pensgen        | Annie Bellemare  |
| 2001 | 솔트레이크시티   | 수구리 후미에    | Angela Nikodinov      | 온다 요시에      |
| 2002 | 전주             | 제니퍼 커크      | 아라카와 시즈카       | 온다 요시에      |
| 2003 | 베이징           | 수구리 후미에    | 아라카와 시즈카       | 나카노 유카리    |
| 2004 | 해밀턴           | 유키나 오타      | 신시아 파뉴프         | Amber Corwin     |
| 2005 | 강릉             | 수구리 후미에    | 온다 요시에           | 제니퍼 커크      |
| 2006 | 콜로라도스프링스 | Katy Taylor      | 나카노 유카리         | Beatrisa Liang   |
| 2007 | 콜로라도스프링스 | 키미 마이즈너    | 에밀리 휴즈           | 조애니 로셰트    |
| 2008 | 고양             | 아사다 마오      | 조애니 로셰트         | 안도 미키        |
| 2009 | 밴쿠버           | 김연아           | 조애니 로셰트         | 아사다 마오      |
| 2010 | 전주             | 아사다 마오      | 스즈키 아키코         | 캐롤라인 장      |
| 2011 | 타이베이         | 안도 미키        | 아사다 마오           | 미라이 나가수    |
| 2012 | 콜로라도스프링스 | 애슐리 와그너    | 아사다 마오           | 캐롤라인 장      |
| 2013 | 오사카           | 아사다 마오      | 스즈키 아키코         | 무라카미 가나코  |
| 2014 | 타이베이         | 무라카미 가나코  | 미야하라 사토코       | 리지준           |
| 2015 | 서울             | 폴리나 애드먼즈  | 미야하라 사토코       | 홍고 리카        |
| 2016 | 타이베이         | 미야하라 사토코  | 미라이 나가수         | 홍고 리카        |
| 2017 | 강릉             | 미하라 마이      | 가브리엘 데일먼       | 미라이 나가수    |
| 2018 | 타이베이         | 사카모토 가오리  | 미하라 마이           | 미야하라 사토코  |
| 2019 | 애너하임         | 키히라 리카      | 엘리자벳 뚜르진바예바 | 미하라 마이      |
| 2020 | 서울             | 키히라 리카      | 유영                  | 브레디 테넬      |
| 2021 | 시드니 (취소)    |                  |                       |                  |
| 2022 | 탈린             | 미하라 마이      | 이해인                | 김예림           |
| 2023 | 콜로라도스프링스 | 이해인           | 김예림                | 모네 치바        |
| 2024 | 상하이           | 모네 치바        | 김채연                | 린카 와타나베    |
| 2025 | 서울             |                  |                       |                  |

### 페어
| 연도 | 개최지           | 금                                            | 은                                       | 동                                 |
| 1999 | 핼리팩스         | 선쉐 / 자오훙보                               | 크리스티 사전트 / 크리스 워츠            | 대니엘 하트셀 / 스티브 하트셀      |
| 2000 | 오사카           | Jamie Salé / David Pelletier                  | 이나 교코 / 존 지머먼                    | 티퍼니 스콧 / Philip Dulebohn      |
| 2001 | 솔트레이크시티   | Jamie Salé / David Pelletier                  | 선쉐 / 자오훙보                          | 이나 교코 / 존 지머먼              |
| 2002 | 전주             | 팡칭 / 퉁젠                                   | Anabelle Langlois / Patrice Archetto     | 장단 / 장하오                      |
| 2003 | 베이징           | 선쉐 / 자오훙보                               | 팡칭 / 퉁젠                              | 장단 / 장하오                      |
| 2004 | 해밀턴           | 팡칭 / 퉁젠                                   | 장단 / 장하오                            | Valerie Marcoux / 크레이그 번틴    |
| 2005 | 강릉             | 장단 / 장하오                                 | 팡칭 / 퉁젠                              | Kathryn Orscher / Garrett Lucash   |
| 2006 | 콜로라도스프링스 | Rena Inoue / 존 볼드윈                        | Utako Wakamatsu / Jean-Sebastien Fecteau | Elizabeth Putnam / Sean Wirtz      |
| 2007 | 콜로라도스프링스 | 선쉐 / 자오훙보                               | 팡칭 / 퉁젠                              | Rena Inoue / 존 볼드윈             |
| 2008 | 고양             | 팡칭 / 퉁젠                                   | 장단 / 장하오                            | Brooke Castile / Benjamin Okolski  |
| 2009 | 밴쿠버           | 팡칭 / 퉁젠                                   | Jessica Dubé / 브라이스 데이비슨         | 장단 / 장하오                      |
| 2010 | 전주             | 장단 / 장하오                                 | Keauna McLaughlin / 로크니 브루베이커    | 메건 듀하멜 / 크레이그 번틴        |
| 2011 | 타이베이         | 팡칭 / 퉁젠                                   | 메건 듀하멜 / 에릭 래드퍼드              | 페이지 로런스 / 루디 스위거스      |
| 2012 | 콜로라도스프링스 | 쑤이원징 / [[한충 (피겨스케이팅 선수)\|한충]] | 케이디 데니 / John Coughlin              | 메리 베스 말리 / 로크니 브루베이커 |
| 2013 | 오사카           | 메건 듀하멜 / 에릭 래드퍼드                   | 커스틴 무어타워스 / 딜런 모스코비치      | Marissa Castelli / Simon Shnapir   |
| 2014 | 타이베이         | 쑤이원징 / 한충                               | Tarah Kayne / Daniel O'Shea              | 알렉사 시메카 / 크리스 크니에림    |
| 2015 | 서울             | 메건 듀하멜 / 에릭 래드퍼드                   | 펑청 / 장하오                            | 팡칭 / 퉁젠                        |
| 2016 | 타이베이         | 쑤이원징 / 한충                               | 알렉사 시메카 / 크리스 크니에림          | 위샤오위 / 진양                    |
| 2017 | 강릉             | 쑤이원징 / 한충                               | 메건 듀하멜 / 에릭 래드퍼드              | 일루쉐키나 / 모스코비치            |
| 2018 | 타이베이         |                                               |                                          |                                    |

### 아이스댄싱
| 연도 | 개최지           | 금                                     | 은                                     | 동                                     |
| 1999 | 핼리팩스         | Shae-Lynn Bourne / Victor Kraatz       | Chantal Lefebvre / Michel Brunet       | 나오미 랭 / Peter Tchernyshev          |
| 2000 | 오사카           | 나오미 랭 / Peter Tchernyshev          | Marie-France Dubreuil / Patrice Lauzon | Jamie Silverstein / Justin Pekarek     |
| 2001 | 솔트레이크시티   | Shae-Lynn Bourne / Victor Kraatz       | 나오미 랭 / Peter Tchernyshev          | Marie-France Dubreuil / Patrice Lauzon |
| 2002 | 전주             | 나오미 랭 / Peter Tchernyshev          | Tanith Belbin / Benjamin Agosto        | 메건 윙 / 에런 로                      |
| 2003 | 베이징           | Shae-Lynn Bourne / Victor Kraatz       | Tanith Belbin / Benjamin Agosto        | 나오미 랭 / Peter Tchernyshev          |
| 2004 | 해밀턴           | Tanith Belbin / Benjamin Agosto        | Marie-France Dubreuil / Patrice Lauzon | 메건 윙 / 에런 로                      |
| 2005 | 강릉             | Tanith Belbin / Benjamin Agosto        | 멀리사 그레고리 / Denis Petukhov       | Lydia Manon / Ryan O'Meara             |
| 2006 | 콜로라도스프링스 | Tanith Belbin / Benjamin Agosto        | 모건 매슈스 / Maxim Zavozin            | 테사 버츄 / 스캇 모이어                |
| 2007 | 콜로라도스프링스 | Marie-France Dubreuil / Patrice Lauzon | Tanith Belbin / Benjamin Agosto        | 테사 버츄 / 스캇 모이어                |
| 2008 | 고양             | 테사 버츄 / 스캇 모이어                | 메릴 데이비스 / 찰리 화이트            | 킴벌리 나바로 / 브렌트 보멘트리        |
| 2009 | 밴쿠버           | 메릴 데이비스 / 찰리 화이트            | 테사 버츄 / 스캇 모이어                | 에밀리 새뮤얼슨 / 에번 베이츠          |
| 2010 | 전주             | 케이틀린 위버 / 앤드류 포제            | 앨리 핸매커디 / Michael Coreno         | Madison Hubbell / Keiffer Hubbell      |
| 2011 | 타이베이         | 메릴 데이비스 / 찰리 화이트            | 마이아 시부타니 / 알렉스 시부타니      | 버네사 크론 / Paul Poirier             |
| 2012 | 콜로라도스프링스 | 테사 버츄 / 스캇 모이어                | 메릴 데이비스 / 찰리 화이트            | 케이틀린 위버 / 앤드류 포제            |
| 2013 | 오사카           | 메릴 데이비스 / 찰리 화이트            | 테사 버츄 / 스캇 모이어                | 메디슨 척 / 에반 베이츠                |
| 2014 | 타이베이         | 메디슨 허블 / 젝커리 도나휴            | Piper Gilles / Paul Poirier            | 알렉산드라 앨드리지 / 대니얼 이턴      |
| 2015 | 서울             | 케이틀린 위버 / 앤드류 포제            | 메디슨 척 / 에반 베이츠                | 마이아 시부타니 / 알렉스 시부타니      |
| 2016 | 타이베이         | 마이아 시부타니 / 알렉스 시부타니      | 메디슨 척 / 에반 베이츠                | 케이틀린 위버 / 앤드류 포제            |
| 2017 | 강릉             | 테사 버츄 / 스캇 모이어                | 마이아 시부타니 / 알렉스 시부타니      | 메디슨 척 / 에반 베이츠                |
| 2018 | 타이베이         |                                        |                                        |                                        |

## 참조
- ISU Results: Men
- ISU Results: Ladies
- ISU Results: Pairs
- ISU Results: Dance
- ISU Constitution & General Regulations 2006
- ISU Special Regulations and Technical Rules: Single and Pair Skating and Ice Dancing 2006